# Espies atòmics

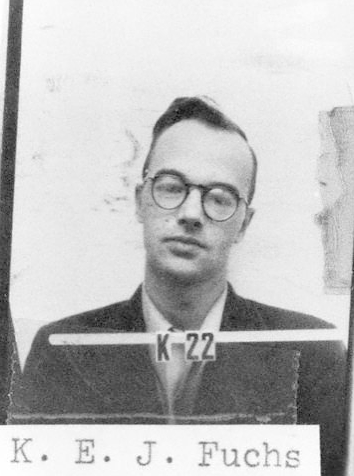
Klaus Fuchs, probablement l'espia atòmic més important pel seu accés a les dades científiques d'alt nivell i per la seva capacitat d'interpretar-les, gràcies a la seva preparació tècnica.

Espies atòmics i Espies de l'àtom són termes que es refereixen a diverses persones als Estats Units, Gran Bretanya i el Canadà, que van cedir il·legítimament informació sobre el disseny o la producció d'armament nuclear a la Unió Soviètica durant la Segona Guerra Mundial i els inicis de la Guerra Freda. La tasca d'aquests individus és el cas més publicitat d'espionatge nuclear i un dels més documentats de la història de les armes nuclears. Malgrat que alguns científics nuclears advocaven per compartir la informació obtinguda en el programa atòmic amb tota la comunitat científica mundial, aquesta tendència va ser ràpidament escapçada de ferm pel govern dels Estats Units. L'abast d'aquestes accions d'espionatge és encara una qüestió de disputa escolàstica, i en alguns casos s'ha demostrat que algunes confessions o testimonis inicials havien estat falsificats.
Existeix també certa discussió sobre fins a quin punt la informació obtinguda ajudà significativament al projecte soviètic de la bomba atòmica. Tot i que part de la informació obtinguda realment podria haver ajudat a desenvolupar l'arma nuclear, la manera en com els caps del projecte soviètic usaren la informació ha fet que els investigadors tinguin dubtes sobre la velocitat del desenvolupament. Segons alguns informes, semblaria que dirigents com Ígor Kurtxàtov i Lavrenti Béria usaren la informació principalment com a prova contra el treball dels seus propis científics enlloc de compartir lliurement la informació amb ells; desconfiant tant dels seus propis científics com de la informació obtinguda mitjançant l'espionatge. Investigacions posteriors també han demostrat que el fre decisiu en els inicis del desenvolupament soviètic no van ser els problemes en el disseny de les armes en si, com succeí en el Projecte Manhattan, sinó la dificultat en obtenir materials físsils, ja que la Unió Soviètica, a diferència dels Estats Units, no tenia dipòsits d'urani coneguts quan començà el seu projecte.
La confirmació sobre el treball d'espionatge arribà des del projecte VERONA, que interceptava i desencriptava els informes d'intel·ligència soviètics enviats durant després de la Segona Guerra Mundial. Aquest donà pistes sobre la identitat de diversos espies a Los Álamos i en altres localitzacions, alguns dels quals mai no havien sigut identificats. Part d'aquesta informació estava disponible, però no va ser emprada als tribunals durant els judicis realitzats durant la dècada de 1950, ja que es trobava reservada.
Encara que en l'actualitat l'espionatge nuclear s'ha donat en països com Iran, Líbia, Corea del Nord (entre d'altres) per part d'Abdul Qadeer Khan o del físic Leonardo Mascheroni existeix controvèrsia sobre si el terme "espia atòmic" s'ha d'aplicar més enllà del període de la Guerra Freda.

## La importància dels espies atòmics
Abans de l'esclat de la Segona Guerra Mundial, la possibilitat teòrica de la fissió nuclear era un tòpic àmpliament discutit entre els físics del món. L'elit dels científics de la Unió Soviètica havia fet importants avenços teòrics en el camp de la física nuclear i diversos dels seus científics havien estat guardonats amb el Premi Nobel per les seves contribucions en aquest camp. Els científics soviètics sabien que en teoria la fissió nuclear podia tenir implicacions militars i tenien coneixements teòrics per embarcar-se en aquest projecte. Aquest procés d'aplicar la teoria de la fissió a la fabricació d'una bomba requeriria grans quantitats de diners, un gran subministrament d'urani i de plutoni i el desenvolupament de noves tècniques per a la purificació. Tots aquests elements eren rars a la Unió Soviètica, a més amb l'amenaça de la invasió nazi. La combinació d'una indústria soviètica en inicis i la imminència de la guerra amb l'Alemanya de Hitler portaren a una mancança de recursos que treballà en contra dels projectes de recerca i desenvolupament.

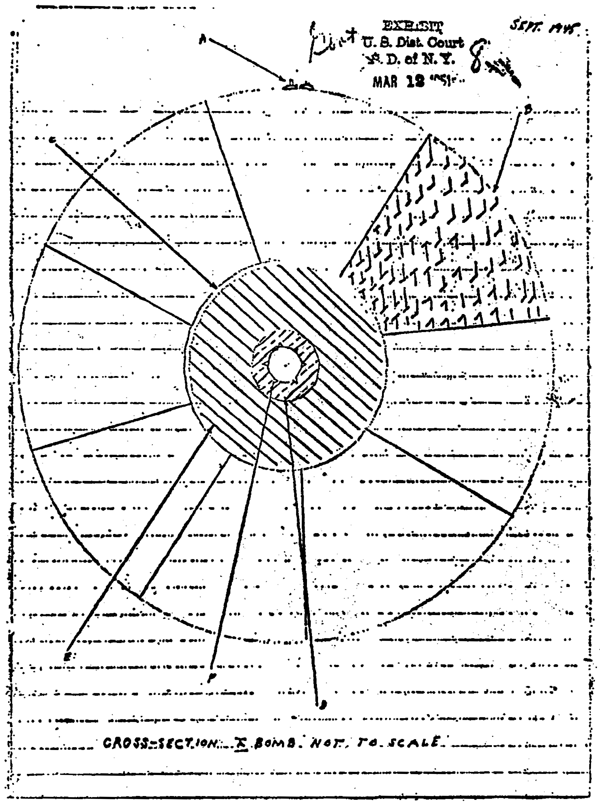
Esbós d'un disseny d'arma nuclear de tipus d'implosió feta per David Greenglass com a prova, il·lustrant el que havien passat els Rosenbergs a la Unió Soviètica

Els Estats Units, en col·laboració amb el Regne Unit i, després de la guerra, amb l'Alemanya Occidental, disposava de recursos suficients. Durant la recerca per crear una bomba atòmica Schwartz estimà que durant la fase de recerca i desenvolupament del projecte foren necessaris 800 milions de dòlars, 86.000 tones de plata i 24.000 treballadors especialitzats. Entre aquests treballadors estaven els encarregats de mantenir i operar la maquinària necessària per a la recerca. La instal·lació aliada més gran tenia 500 científics treballant en el projecte, a més d'un equip de 50 per derivar les equacions per la cascada de neutrons necessària per conduir la reacció. La situació a la Unió Soviètica era molt diferent, car el programa soviètic consistia en 50 científics i un parell de matemàtics intentant extraure les equacions per la cascada de partícules. La recerca i desenvolupament de tècniques per produir urani i plutoni purs enriquits hagués estat una tasca molt més gran i que requerís molt més temps per un projecte soviètic mancat de recursos. El coneixement de tècniques i estratègies que estaven sent emprades als programes estatunidencs, britànics i germano-occidentals van fer que l'espionatge adquirís un paper significatiu en el veloç desenvolupament de la bomba soviètica.
La recerca i desenvolupament de mètodes adequats per dopar i separar els isòtops altament reactius necessaris per crear la càrrega necessària per a una càrrega bèl·lica nuclear va costar anys de recursos molt delicats. Els aliats dels Estats Units i la Gran Bretanya dedicaren els seus millors científics per a aquesta causa i construïren 3 plantes cadascun amb un mètode diferent d'extracció de l'isòtop. El programa aliat decidí emprar una fase d'extracció de gas per obtenir l'urani pur necessari per la detonació atòmica. Per trobar aquest mètode s'empraren grans quantitats de mineral d'urani i d'altres materials rars, com el grafit per aconseguir purificar amb èxit l'isòtop U-235.
La Unió Soviètica no tenia mines de mineral d'urani a l'inici de la cursa de les armes nuclears. La mancança de materials dificultava molt portar a terme una recerca i desenvolupament intentant la purificació de l'urani i del plutoni mitjançant tota classe de mètodes. Això estava al capdavant del fet que la purificació era una àrea d'extrema dificultat pels científics soviètics. Aquests experimentaven amb la degradació del suposat pur isòtop U-235 a causa d'una mancança en el desenvolupament de les seves pròpies tècniques i comprensió matemàtica de l'element. Sense la informació adquirida gràcies a l'espionatge, els problemes que l'equip soviètic experimentà haguessin costat molt més temps de resoldre, i el desenvolupament d'elements per a ús armamentístic s'hagués retardat significativament.
L'element perdut que explica el gran salt en el programa atòmic soviètic és la informació d'espionatge i dades tècniques que Moscou va poder obtenir del mateix Projecte Manhattan. Després de la realització dels plans estatunidencs per desenvolupar una bomba atòmica durant la dècada de 1930s, Moscou començà de manera activa a reclutar agents per aconseguir informació. Moscou era molt específic demanant informació de les seves cèl·lules a Amèrica i demanava actualitzacions del progrés del projecte aliat. Moscou també es mostrava molt preocupat amb els processos que s'empraven per a la separació de l'U-235, quin mètode de detonació s'emprava i quin equipament industrial estava sent utilitzat per a aquestes tècniques.
Per obtenir aquesta informació del Projecte Manhattan, la Unió Soviètica necessitava espies que, en primer lloc, tinguessin una autorització de seguretat prou alta com per poder accedir a la informació classificada i, en segon lloc, poguessin entendre i interpretar el que estaven robant. Moscou també necessitava espies fidels que creguessin en la causa comunista i que aportessin informació acurada. Un d'aquests va ser Theodore Hall, que havia participat en el desenvolupament de les bombes llançades sobre el Japó. Hall donà totes les especificacions de la bomba llançada a Nagasaki. Aquesta informació permeté als científics soviètics una visió de primera mà l'exitosa posada a punt d'una arma atòmica construïda per l'equip aliat.
Encara que la informació de Hall va ajudar a la causa, l'espia atòmic més influent va ser Klaus Fuchs. Fuchs era un físic britànic d'ascendència alemanya que va ser enviat als Estats Units per treballar en el projecte atòmic, esdevenint un dels principals científics. Fuchs s'havia fet membre del Partit Comunista mentre que encara era un estudiant a Alemanya. Abans que esclatés la Segona Guerra Mundial, Fuchs marxà al Regne Unit per escapar de la lluita, on esdevingué un dels principals físics del projecte nuclear britànic, sent enviat a col·laborar en el Projecte Manhattan. A causa de la posició de Fuschs al programa atòmic, tenia accés a la majoria, si no a tot, el material que Moscou desitjava. Fuchs també era capaç d'entendre i interpretar la informació que robava, la qual cosa el va fer un recurs sense preu. Fuchs lliurà als soviètics informació detallada sobre el procés de separació. També els donà especificacions sobre la càrrega, càlculs i relacions per la fissió, així com esquemes dels laboratoris que produïen els isòtops. Aquesta informació ajudà als científics soviètics, amb molts menys recursos a les seves mans, a avançar en la direcció correcte per assolir la detonació correcta d'una arma nuclear.
El programa nuclear soviètic podria haver estat capaç de desenvolupar una arma nuclear sense l'ajut de l'espionatge. Però això li hagués requerit molt més temps a causa de la gran quantitat d'investigació i desenvolupament de tècniques i equipament industrial necessaris per produir amb èxit una bomba de fissió. La informació rebuda ajudà els científics soviètics a identificar quins mètodes funcionaven, estalviant-los un munt de recursos valuosos en tècniques que es demostraren inútils en el desenvolupament de la bomba americana. La velocitat amb què el programa nuclear soviètic aconseguí una bomba que funcionava amb tant pocs recursos va ser només gràcies a la informació obtinguda mitjançant l'espionatge. En termes del seu efecte sobre la humanitat i la conformació d'un estat, és una de les fites d'intel·ligència més importants de la història de la Humanitat.

## Espies atòmics notables
- Morris Cohen, estatunidenc, "Gràcies a Cohen, els dissenyadors de la bomba atòmica soviètica van obtenir piles de documentació tècnica extreta del laboratori secret de Los Álamos", afirmà el diari Komsoloskaia Pravda. Morris i la seva esposa, Lona, van passar vuit anys a la presó menys de la meitat de les seves condemnes abans de ser alliberats en un intercanvi de presoners amb la Unió Soviètica. Va morir sense revelar el nom del científic americà que l'ajudà a aconseguir informació vital sobre el projecte estatunidenc de la bomba atòmica.[13]
- Klaus Fuchs, físic teòric britànic d'ascendència alemanya que treballà amb la delegació britànica a Los Álamos durant el Projecte Manhattan. Després de la confessió de Fuch va haver un judici que durà menys de 90 minuts. Lord Goddard el sentencià a 14 anys d'empresonament, el màxim per violar l'Acta de Secrets Oficials. S'esmunyí de l'acusació d'espionatge gràcies a la manca de proves independents i perquè, en el moment del crim, la Unió Soviètica no era un enemic de la Gran Bretanya.[14] El 1950 se li retirà la seva ciutadania britànica. Va ser alliberat el 23 de juny de 1959, després de passar 9 anys i 4 mesos a la presó de Wakefield. Se li va permetre emigrar a Dresden, llavors a la República Democràtica Alemanya.[15][16]
- Harry Gold, estatunidenc, confessà haver fet de correu per a Greenglass i per Fuchs. Va ser condemnat el 1951 a 30 anys d'empresonament. Va ser posat en llibertat condicional al maig de 1966, després de complir la meitat de la seva sentència.[17]
- David Greenglass, estatunidenc, maquinista a Los Álamos durant el Projecte Manjatan. Greenglass confessà haver donat esquemes dels experiments fets al laboratori als soviètics durant la Segona Guerra Mundial. Alguns aspectes del seu testimoni contra la seva germana i el seu cunyat (els Rosenbergs) actualment es creu que van ser inventats per tal de salvar la seva esposa, Ruth, de ser acusada. Greenglass va ser condemnat a 15 anys de presó, dels que en complí 10, reunint-se després amb la seva esposa.[18]
- Theodore Hall, un jove físic estatunidenc de Los Álamos, que no es revelà la seva identitat com a espia fins a finals del segle xx. Mai no va ser jutjat per la seva tasca com a espia, tot i que sembla que va admetre-ho als seus darrers anys als periodistes i a la seva família.[19]
- George Koval, estatunidenc d'ascendència belarussa, tornà a la Unió Soviètica on va ingressar a l'Exèrcit Roig i va ser reclutat al servei d'intel·ligència del GRU. S'infiltrà a l'Exèrcit dels Estats Units i arribà a ser oficial de salut radioactiva al Destacament Especial d'Enginyers. Actuant sota el nom clau de DELMAR va obtenir informació del Laboratori Nacional d'Oak Ridge i sobre el Projecte Dayton, especialment el detonador emprat a la bomba de plutoni Fat Man. La seva missió no va ser coneguda a l'oest fins que va ser pòstumament reconegut com a Heroi de la Federació de Rússia el 2007 per Vladímir Putin.
- Irving Lerner, director de cinema americà, va ser sorprès mentre que fotografiava el ciclotró a la Universitat de Califòrnia a Berkeley el 1944.[20] Després de la llista va ser inclòs a la llista negra.
- Allan Nunn May, ciutadà britànic, va ser un dels primers espies soviètics descoberts durant la guerra freda. Treballà al Projecte Manhattan i va ser traït per un desertor soviètic al Canadà. Va ser descobert el 1946 i va comportar que els Estats Units restringissin el compartir els secrets atòmics amb la Gran Bretanya. L'1 de maig de 1946 va ser condemnat a deu anys de treballs forçats. Va ser alliberat el 1952, després de complir sis anys i mig.[21]
- Ethel i Julius Rosenberg, estatunidencs que estaven involucrats en coordinar i reclutar una xarxa d'espionatge que incloïa el germà d'Ethel, David Greenglass. Julius i Ethel Rosenberg van ser jutjats per conspirar per espiar, car des de la fiscalia semblava que no hi havia proves suficients per acusar-los d'espionatge. Els càrrecs per traïció no es podien aplicar, car en aquells moments els Estats Units i la Unió Soviètica eren aliats. Els Rosenbergs negaren tots els càrrecs, però van ser condemnats en un judici on el fiscal Roy Cohn va dir que estava en contacte secret diàriament amb el jutge Irving Kaufman. Malgrat que es produí un moviment internacional demanant clemència i que el President Eisenhower rebé un munt de peticions provinents d'intel·lectuals europeus i del mateix Papa, els Rosenbergs van ser executats el 1953. Eisenhower va escriure al seu fill, que llavors servia a Corea, que si hagués alliberat a Ethel, llavors els soviètics haguessin reclutat els seus espies entre les dones.[22][23][24]
- Saville Sax, estatunidenc, serví com a correu entre Klaus Fuchs i Theodore Hall.[19]
- Morton Sobell, enginyer estatunidenc que va ser jutjat i condemnat amb els Rosenbergs, sent sentenciat a 30 anys d'empresonament però que va ser alliberat d'Alcatraz el 1969, després d'haver estat tancat 17 anys i 9 mesos.[25] Després de proclamar la seva innocència durant gairebé 50 anys, Sobell va admetre haver espiat pels soviètics, i implicà a Julius Rosenberg en el transcurs d'una entrevista amb el New York Times publicada l'11 de setembre de 2008.[26]

## Galeria

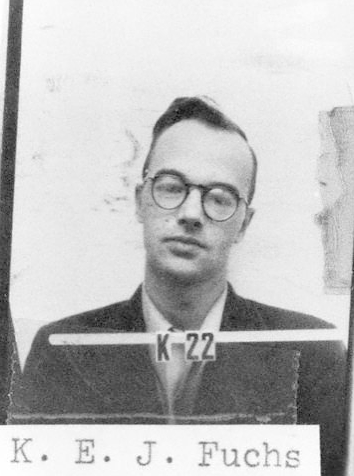
Klaus Fuchs
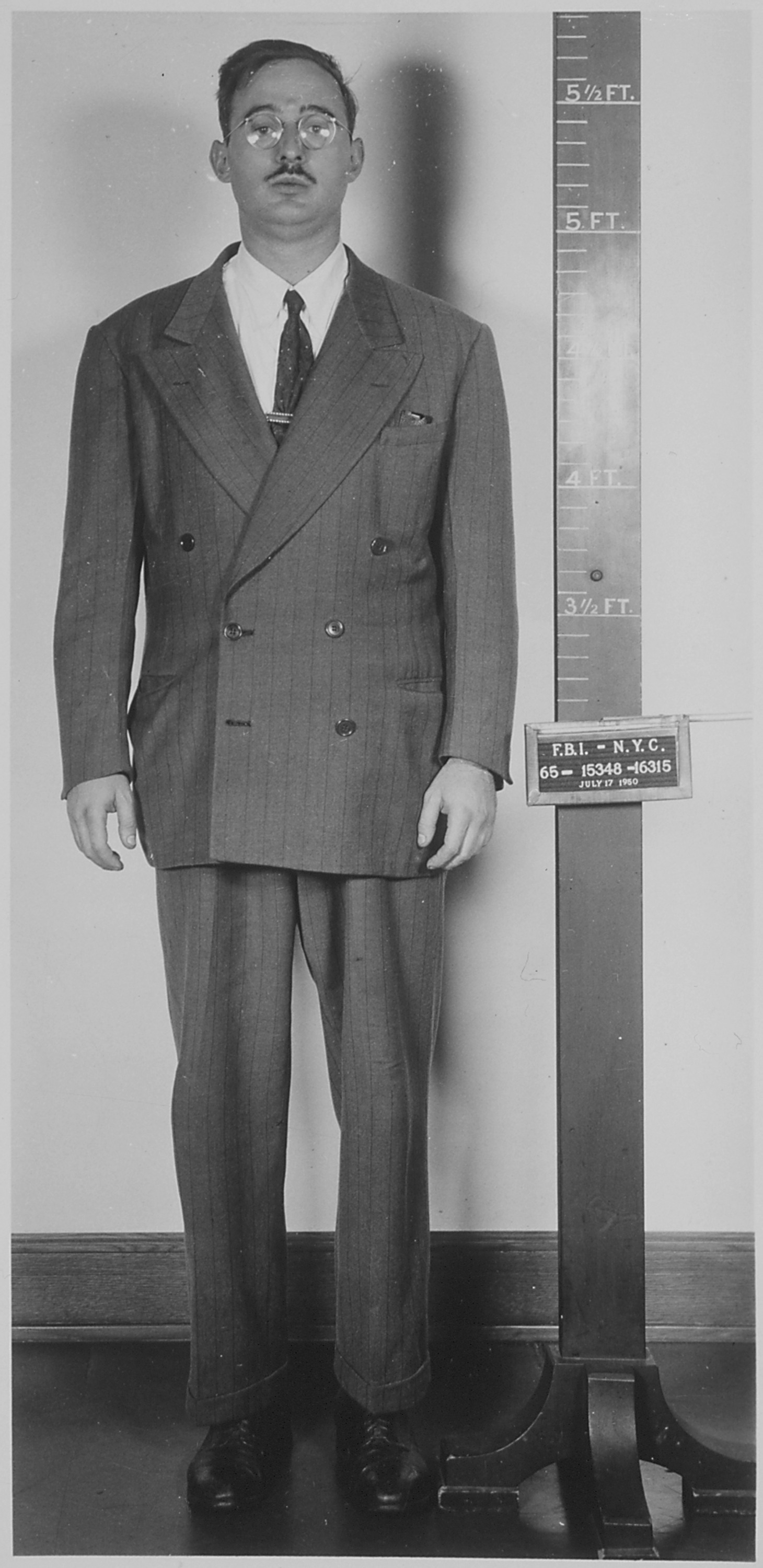
Julius Rosenberg
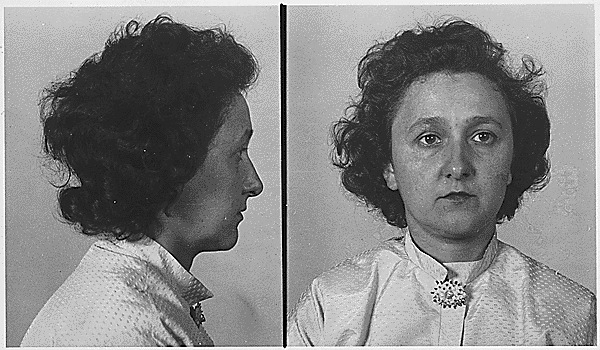
Ethel Rosenberg
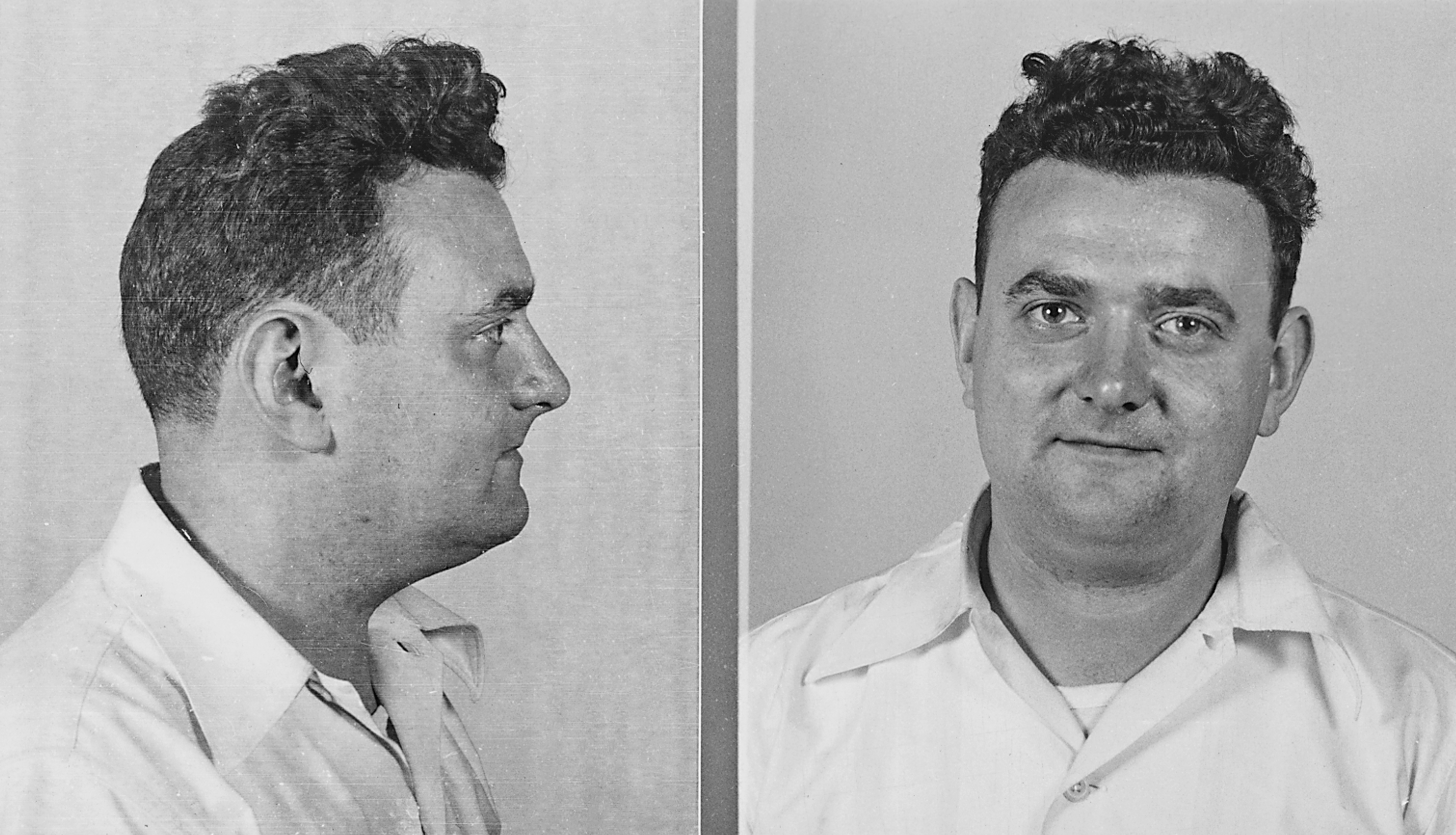
David Greenglass
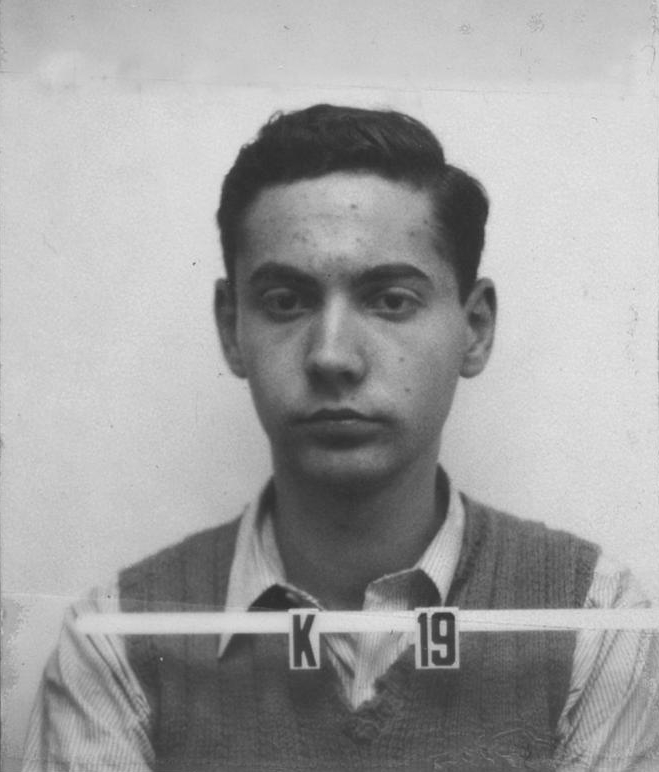
Theodore Hall